# Raspit
Raspit – bardzo rzadki minerał z gromady wolframianów, będący wolframianem ołowiu.
Nazwa pochodzi od nazwiska Charlesa Raspa (1846-1907), odkrywcy złóż w Broken Hill w Nowej Południowej Walii w Australii.

## Właściwości
Krystalizuje w układzie jednoskośnym. Wykształca kryształy o pokroju grubotabliczkowym, słupkowym z podłużnym prążkowaniem. Występuje w skupieniach zbitych i ziarnistych. Jest minerałem kruchym i przezroczystym do przeświecającego. Posiada białą rysę oraz szklisty bądź diamentowy połysk. Jest jedną z dwóch, obok stolzytu, odmian polimorficznych wolframianu ołowiu.

## Występowanie
Występuje jako minerał wtórny w strefie utleniania kruszców ołowiu w towarzystwie minerałów wolframu. Często spotykany w złożach cyny. Spotykany także w złożach złota. Występuje w skałach metamorficznych. Towarzyszą mu stolzyt, szelit, plumbogumit, ferberyt, limonit, goethyt, mottramit, skorodyt, beudantyt, kwarc, hübneryt, piromorfit i chalkopiryt.

## Miejsce występowania
Należy do minerałów wyjątkowo rzadkich. Najważniejsze złoża występują w Nowej Południowej Walii. Spotykany także w Brazylii, Kanadzie, Chinach, Meksyku, we Francji, Niemczech, Namibii (Erongo),Anglii i Stanach Zjednoczonych (Arizona, Nowy Meksyk). 